# Amtsgericht Döbeln

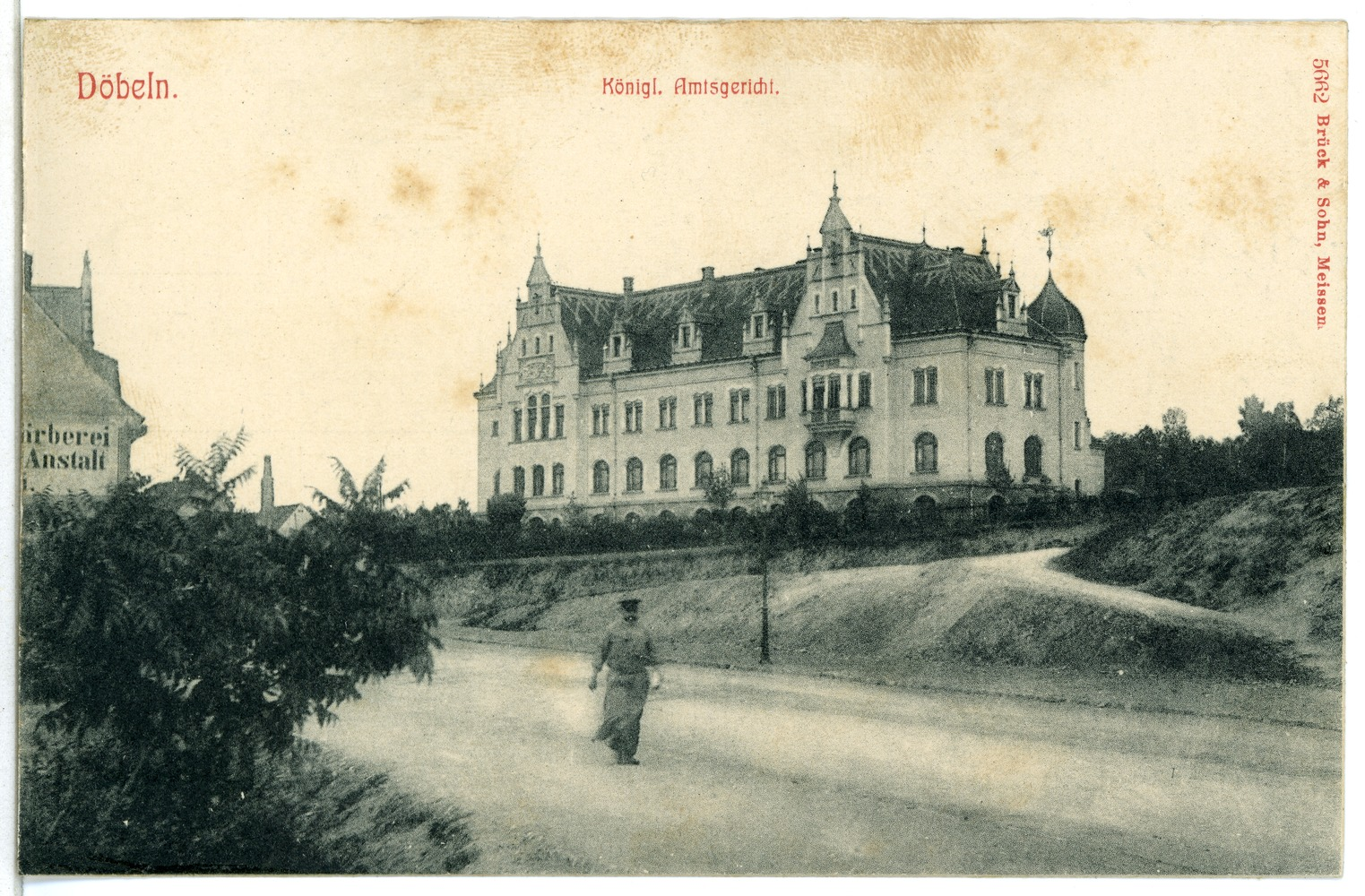
Amtsgericht Döbeln (1905)

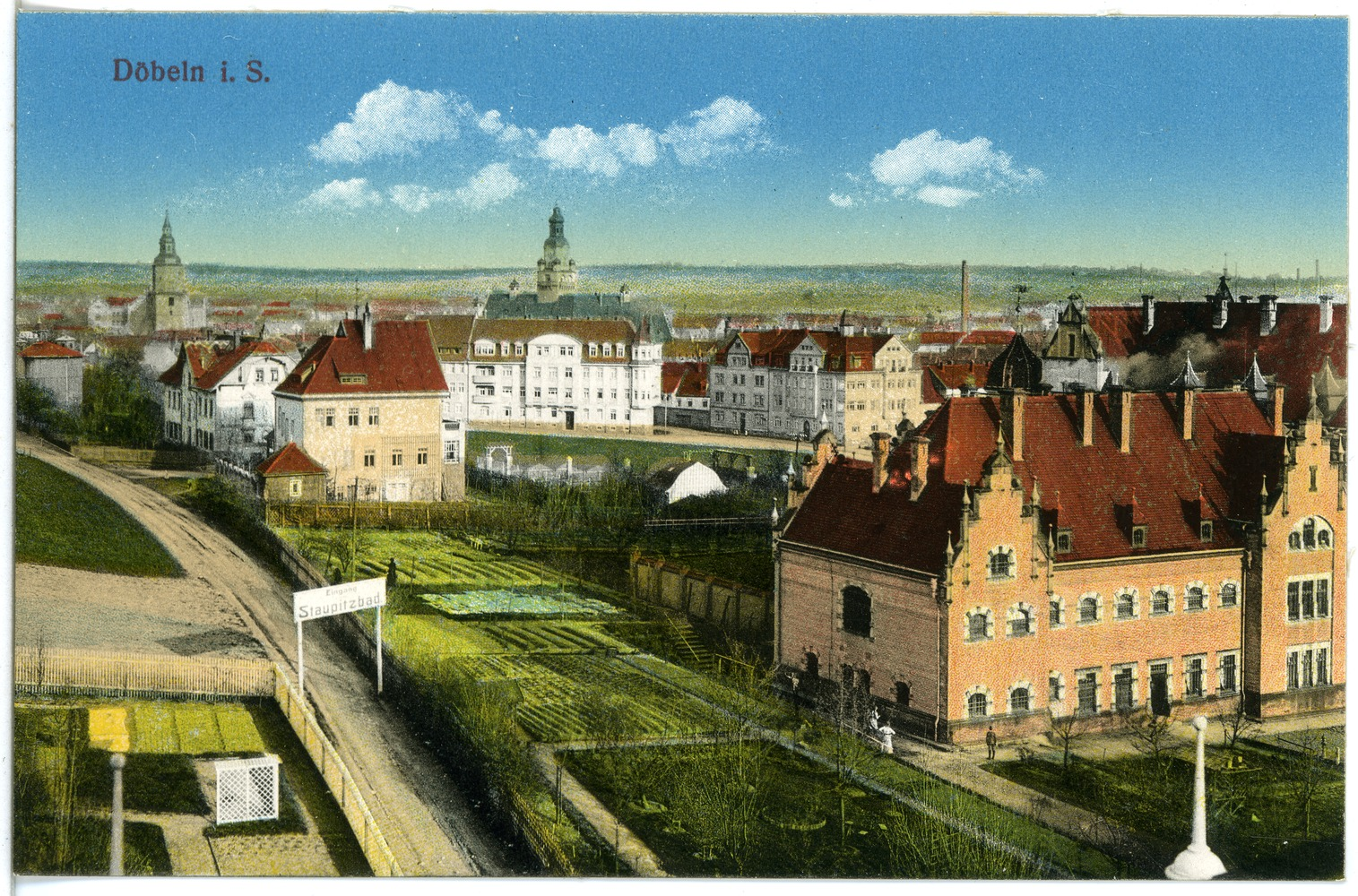
Rückseite (1915)

Das Amtsgericht Döbeln ist ein Gericht der ordentlichen Gerichtsbarkeit und eines von insgesamt 25 Amtsgerichten im Freistaat Sachsen. Seine Geschichte geht bis auf das Jahr 1852 zurück.

## Gerichtssitz und -bezirk
Der Gerichtsbezirk des Amtsgerichtes Döbeln umfasste bis zur Verwaltungsreform (1. August 2008) den Bereich des damaligen Landkreises Döbeln (§ 1 Abs. 4, Anlage Nr. 7 Sächsisches Justizgesetz). Heute ist es eines von drei Amtsgerichten im Landkreis Mittelsachsen. Das Gericht hat seinen Sitz in Döbeln, Rosa-Luxemburg-Straße 16.

## Übergeordnete Gerichte
Dem Amtsgericht Döbeln ist das Landgericht Chemnitz unmittelbar übergeordnet. Das zuständige Oberlandesgericht hat seinen Sitz in Dresden.

## Geschichte
In Döbeln bestand bis 1879 das Gerichtsamt Döbeln als Eingangsgericht. Im Rahmen der Reichsjustizgesetze wurden 1879 im Königreich Sachsen die Gerichtsämter aufgehoben und Amtsgerichte, darunter das Amtsgericht Döbeln, geschaffen. Der Gerichtssprengel umfasste die Stadt Döbeln und 77 Landgemeinden zuzüglich Forstrevieren. Dies waren:
| - Döbeln - Auterwitz - Baderitz - Beutig - Bischofswiese - Bormitz bei Döbeln - Döschütz - Dreißig - Dürrweitzschen bei Mochau - Ebersbach - Forchheim - Gadewitz - Gärtitz - Glaucha - Gohris - Goselitz - Großbauchlitz - Großsteinbach - Hermsdorf mit Neuhäusel - Höckendorf bei Technitz - Jeßnitz - Kattnitz - Keuern - Kleinbauchlitz - Kleinmockritz | - Kobelsdorf - Limmritz (Groß- und Klein-) - Lüttewitz bei Döbeln mit Mikshäusern - Lützschnitz - Masten - Merschütz - Miera - Mischütz - Mochau - Mockritz - Möbertitz - Möckwitz - Naußlitz - Neugreußnig mit Mühle Greußnig - Neumannsdorf mit Mannsdorf - Niederranschütz - Niedersteina - Niederwutzschwitz - Niederzschörnewirtz - Nöthschütz - Noschkowitz - Obergoseln - Oberranschütz - Obersteinbach - Oberwutzschwitz - Oberschörnewitz | - Ostrau bei Döbeln - Ottewig - Pommlitz bei Döbeln - Präbschütz mit Juchhöh (anteilig) und Gabschmühle - Prüfern mit Geleitshäusern - Redemitz - Rittmitz - Schallhausen - Schlagwitz bei Döbeln - Schweta - Simselwitz mit Schicke (anteilig) - Sörmitz - Stockhausen - Strölla - Technitz - Töpeln mit Vorwerk Pischwitz und wöllsdorfer Mühle - Trebanitz mit Münchshof - Tronitz - Wöllsdorf - Zschackwitz - Zschäschütz mit Schicke (anteilig) - Zschaitz - Zschepplitz - Zunschwitz - Zweinig |

Das Amtsgericht Döbeln war eines von 15 Amtsgerichten im Bezirk des Landgerichtes Freiberg. Der Amtsgerichtsbezirk umfasste danach 24.281 Einwohner. Das Gericht hatte damals zwei Richterstelle und war damals ein mittelgroßes Amtsgericht im Landgerichtsbezirk. Nach 1945 wurden die Amtsgerichte Leisnig, Nossen und Roßwein zu Zweiggerichten des Amtsgerichtes Döbeln herabgestuft. Die Zweiggerichte waren nur noch für die freiwillige Gerichtsbarkeit zuständig, alle anderen Sachen wurden in Döbeln behandelt. Mit der Verordnung zur Änderung von Gerichtsbezirken im Lande Sachsen vom 5. Mai 1951 wurden die Gerichtsbezirke in der DDR an die Landkreise angepasst. Der Sprengel des Amtsgerichtes Döbeln war damit der Landkreis Döbeln. Gleichzeitig wechselte das Amtsgericht Döbeln vom nunmehr aufgelösten Landgerichtsbezirk Freiberg zum Landgerichtsbezirk Leipzig. Mit der Verwaltungsreform von 1952 wurde das Amtsgericht Döbeln aufgehoben. Nun wurden Kreisgerichte als Eingangsgerichte geschaffen, darunter das Kreisgericht Döbeln, welches für den nunmehr verkleinerten Kreis Döbeln zuständig war. Nach der Wende wurde mit dem „Gesetz über die Organisation der Gerichte in dem Freistaat Sachsen“ vom 30. Juni 1992
zum 1. Januar 1993 die 1952 aufgehobene, dreistufige Gerichtsstruktur der Ordentlichen Gerichtsbarkeit im Freistaat Sachsen wiederhergestellt. Damit wurde das Kreisgericht Döbeln aufgehoben und das Amtsgericht Döbeln neu gebildet. Es blieb zunächst in der Zuständigkeit des Landgerichtsbezirkes Leipzig. Im Zuge der großen Sächsischen Kreisreform von 2008 wurde auch der Zuschnitt der Landgerichtsbezirke geändert. Da der Sprengel des Amtsgerichtes Döbeln im neu gebildeten Landkreis Mittelsachsen aufging, dessen Gebiet mehrheitlich schon vorher im Bereich des Landgerichtsbezirkes Chemnitz lag, wechselte auch das Amtsgericht Döbeln in die Zuständigkeit des Landgerichtes Chemnitz.

## Gerichtsgebäude

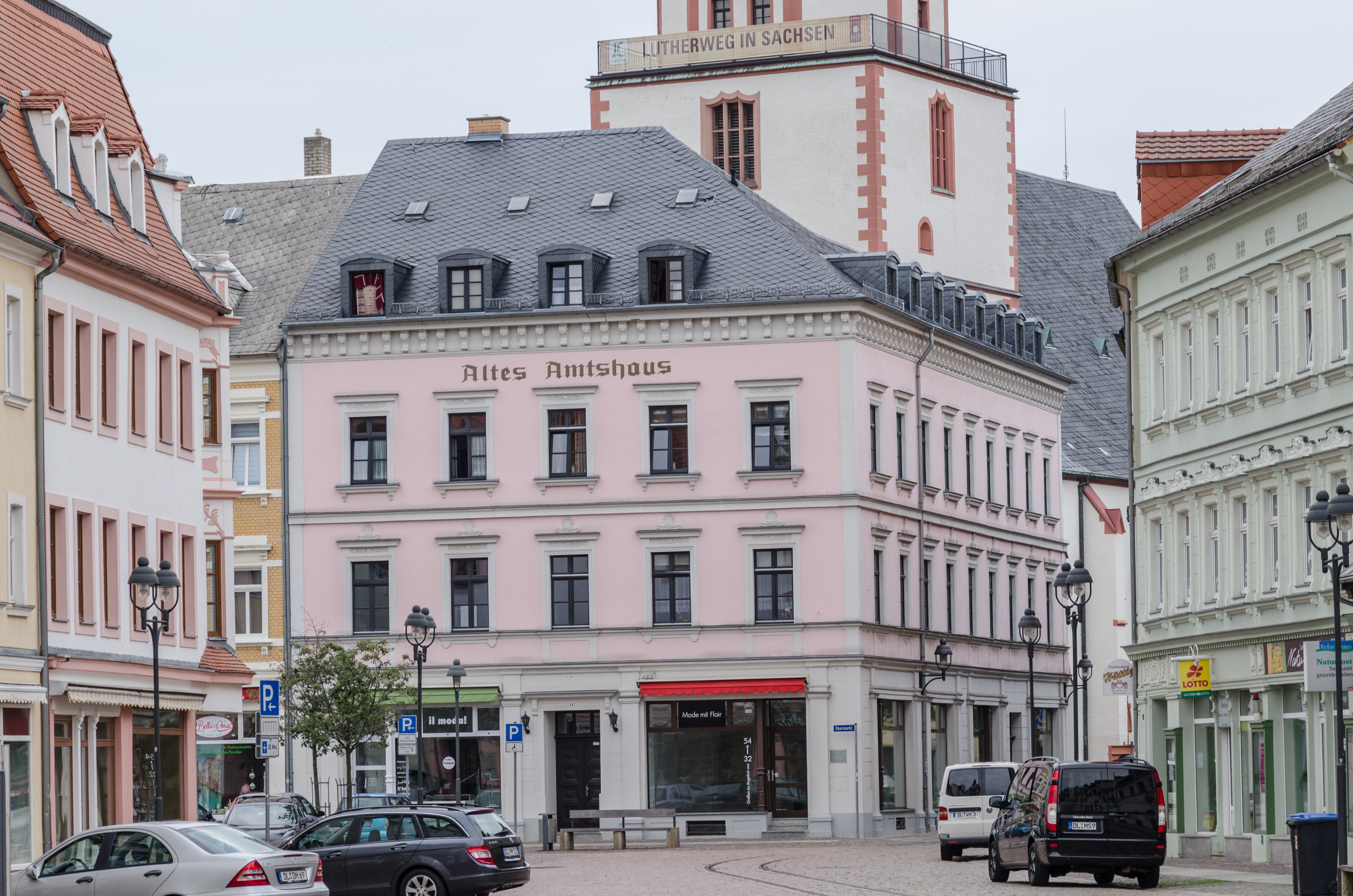
Altes Amtshaus (früheres Gerichtsamt), 2015

Als Gerichtsgebäude wurde zunächst das alte Amtshaus und benachbarte Gebäude genutzt. Dieses wurde vorher vom Justizamt Döbeln bzw. dem Gerichtsamt Döbeln genutzt. Es steht unter Denkmalschutz.
Um 1900 wurde der Neubau des Amtsgerichtes vorgenommen (heute: Rosa-Luxemburg-Straße 16). Auch dieses steht unter Denkmalschutz.